# The Spender (film 1913)
The Spender è un cortometraggio muto del 1913 diretto da Harry Solter. Protagonista del film, sua moglie Florence Lawrence, celebre attrice all'epoca del muto e fondatrice insieme a lui della casa di produzione Victor Film Company. Gli altri interpreti erano Earle Foxe, Charles Craig, Jack Newton, Leonora von Ottinger, Frank Bennett.

## Trama
Un'attrice guarisce un giovane ribelle dalle sue cattive abitudini di spendaccione.

## Produzione
Il film fu prodotto dalla Victor Film Company.

## Distribuzione
Distribuito dall'Universal Film Manufacturing Company, il film - un cortometraggio in due bobine - uscì nelle sale cinematografiche degli Stati Uniti il 31 ottobre 1913.